# Río Ziz
El río Ziz o uadi Ziz (en árabe: نهر زيز‎ nahr zīz) es un río que discurre por el sureste de Marruecos y que acaba,en un corto tramo final, en Argelia. Tiene su origen en las montañas marroquíes del Atlas Medio  y discurre durante unos 282 kilómetros para acabar desapareciendo en el desierto del Sahara, ya en Argelia. Aunque el flujo de agua es intermitente a lo largo del cauce del río Ziz, su curso de agua ha sido utilizado para facilitar el tránsito humano a través de la región montañosa.
Las principales ciudades a lo largo del río Ziz son Er Rachidia, Erfoud y la histórica ciudad de Sijilmassa. Existe una represa con capacidad de generación hidroeléctrica en el Ziz, en la vertiente meridional de las montañas del Alto Atlas, la presa Hassan Adakhil.

## Derechos de agua
A lo largo del curso Ziz existe normalmente una regla de derechos de agua común, en donde cada aldea y campesino tiene derecho a un uso justo y a la extracción de las aguas del Ziz. Es característico que el agua sea desviada en las zonas más planas para formar un canal que irriga plantaciones de palma y otros cultivos, así como suministros de uso doméstico.